# Museo de muñecas Rudolstadt

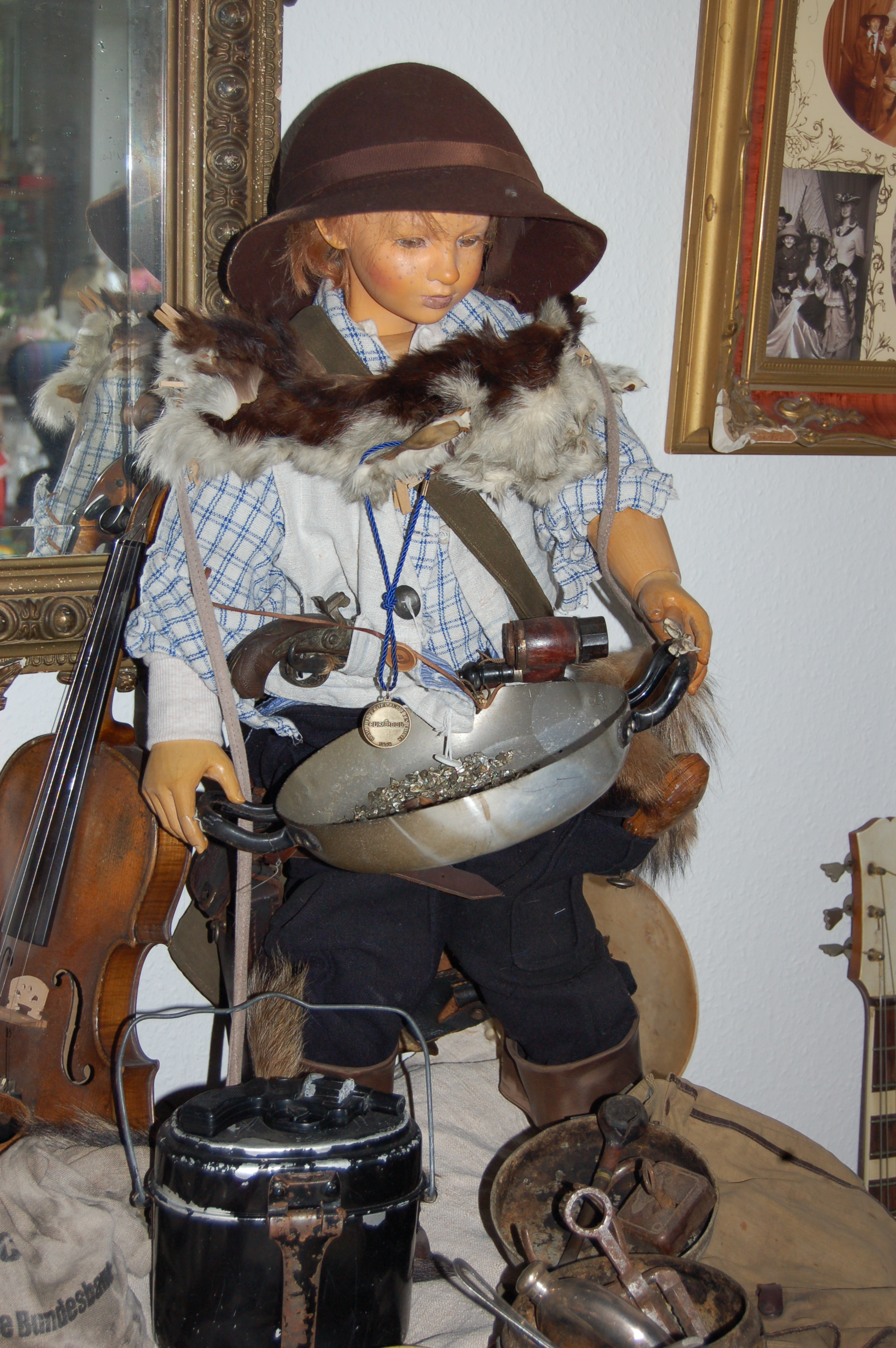
El buscador de oro (Erika Ringler)

El Museo de Muñecas Rudolstadt se encuentra en el sitio de la antigua fábrica Anker en Rudolstadt (Turingia), Alemania. 
El Museo de Muñecas Rudolstadt Ringler se encuentra allí desde agosto de 2015, con la obra de toda la vida de la artista de muñecas Erika Ringler. Ringler ganó el Eurodoll siete veces seguidas. Los certificados para esto se encuentran en el museo. Estuvo representada con sus muñecas en ferias nacionales y extranjeras. 
Obtuvo fama en Estados Unidos, donde las muñecas son populares. En la década de 1980, la demanda era tan grande que Ringler empleaba hasta diez personas. Entre 1991 y 2001 logró ventas de 1.000 a 8.000 marcos alemanes por muñeca, según el tamaño y las características. La producción y venta de sus muñecos cesó en 2003.
En un área de exposición de más de 200 m², se pueden ver más de 300 muñecos de hasta 95 cm de altura hechos a mano en madera de arce.